# 石橋陽彩
石橋陽彩（日语：／ Ishibashi Hiiro，2004年8月24日—），日本男性配音員和歌手，隸屬愛貝克思管理。2020年至2022年在電視動畫《遊戲王SEVENS》中为主角王道遊我配音。

## 生平
石橋陽彩從小對唱歌感興趣，4歲時開始學習声乐和舞蹈。他也是一名饒舌歌手。
他就读于愛貝克思藝人學院。2015年，在愛貝克思集團贊助的中獲得歌曲大獎。
2018年，在皮克斯動畫電影《寻梦环游记》中擔任主角米格（Miguel）的日版配音。
2020年，石橋陽彩在YouTube上发布自作詞曲的歌曲。同年开始为電視動畫《遊戲王SEVENS》的主角王道遊我配音。

## 演出作品
※ 主角及主要人物以粗体识别。

### 电视动画
2020年
- 遊戲王SEVENS（王道遊我[5]）

2022年
- 遊戲王GO RUSH（「那家伙」）

2024年
- 休假的壞人先生（曉／紅戰士[6]）
- 新幹線變形機器人 CHANGE THE WORLD（大成大誠[7]）
- 新網球王子 U-17 世界盃 SEMIFINAL（亨利·諾貝爾3世[8]）

2025年
- 薰香花朵凛然綻放（依田絢斗[9]）

2026年
- 鎧真傳（凱[10]）

### 动画电影
2019年
- 海獸之子（海[11]）

2025年
- 一百公尺。—100M—（森川[12]）

### 国外影集配音
- 寻梦环游记（米格）
- 驚天營救（奥维·马哈扬）

## 音乐作品

### 歌曲
- 《ひまわり》（2020年）
- 《Never Ending Summer》（2020年）

### 角色歌
| 发售日期      | 专辑名                     | 歌手                                                       | 歌曲                        | 备注                         |
| ------------- | -------------------------- | ---------------------------------------------------------- | --------------------------- | ---------------------------- |
| 2018年3月14日 | 《寻梦环游记》原声带       | 米格（石橋陽彩）、埃克托（藤木直人）                       | 《Un Poco Loco》            | 《寻梦环游记》插入曲         |
| 2018年3月14日 | 《寻梦环游记》原声带       | 米格（石橋陽彩）、德拉库斯（橋本哲）                       | 《The World Es Mi Familia》 | 《寻梦环游记》插入曲         |
| 2018年3月14日 | 《寻梦环游记》原声带       | 米格（石橋陽彩）、可可太婆（大方斐紗子）                   | 《請記住我（Reunion）》     | 《寻梦环游记》插入曲         |
| 2018年3月14日 | 《寻梦环游记》原声带       | 米格（石橋陽彩）                                           | 《Hiiro Ishibashi》         | 《寻梦环游记》插入曲         |
| 2018年7月18日 | 《寻梦环游记》原声带豪华版 | 石橋陽彩                                                   | 《请记住我》                | 动画电影《寻梦环游记》主题曲 |
| 2020年9月9日  | 《哥哈第7小学校歌》        | 遊我（石橋陽彩）、上城龙久（八代拓）、苍月学人（花江夏樹） | 《哥哈第7小学校歌》         | 《遊戲王SEVENS》主题曲       |

## 外部連結
- 官方网站
- 石橋陽彩的Instagram帳戶
- 石橋陽彩的X（前Twitter）
- YouTube上的石橋陽彩頻道